# Бурный (эсминец, 1906)
«Бурный» — эскадренный миноносец типа «Инженер-механик Зверев», построенный для усиления Российского флота на Дальнем востоке. До 10 октября 1907 года числился миноносцем. Назван в честь одноимённого миноносца типа «Буйный», погибшего в Русско-японской войне.

## Постройка и довоенная служба
15 апреля 1905 года зачислен в списки судов Балтийского флота, 7 апреля 1905 года заложен на судоверфи завода «Шихау» в Эльбинге (Германия), спущен на воду 7 февраля 1906 года, вступил в строй весной 1906 года. От отправки миноносца во Владивосток отказались из-за окончания военных действий с Японией.
«Бурный» прошел капитальный ремонт корпуса и главных механизмов в 1910—1911 годах на заводе акционерного общества «Крейтон и Ко» в Санкт-Петербурге с заменой котлов. После ремонта скорость миноносца была равна 22,5 узлам.
Накануне Первой мировой войны миноносцы типа «Инженер-механик Зверев» свели в третий дивизион Первой минной дивизии.

## Дальнейшая судьба
Во время Первой мировой войны нес вспомогательную и дозорную службу, обеспечивал противолодочную оборону главных сил флота. 14 декабря 1916 года получил незначительные повреждения в столкновении с эсминцем «Бдительный». В 1916 году прошел капитальный ремонт корпуса с заменой трубок в котлах. Участвовал в Февральской революции.
7 ноября 1917 года вошел в состав Красного Балтийского флота. С 11 по 20 апреля 1918 года совершил переход из Гельсингфорса в Кронштадт, где до мая 1919 года находился в резерве.
30 апреля 1925 года сдан «Комгосфондов» для реализации и 21 ноября 1925 года исключен из состава РККФ.

## Командиры
- 190?-1906. Ковалевский Владимир Владимирович
- 1909—1911. Стеценко Алексей Васильевич
- хх.хх.1911 — хх.хх.1913 — старший лейтенант (с 06.12.1912 капитан 2-го ранга)  Развозов Александр Владимирович
- 28.06.1913 — хх.хх.1913 — капитан 2-го ранга барон Косинский, Алексей Михайлович